# Margules-Gleichung
Die Margules-Gleichung (nach Max Margules) ist ein Modell der Technischen Chemie, das die Aktivitätskoeffizienten γ1 und γ2 mit den Molenbrüchen x1 und x2 korreliert, die die Zusammensetzung eines binären chemischen Gemischs beschreiben:
{\displaystyle \ln \gamma _{1}=x_{2}^{2}[A_{12}+2(A_{21}-A_{12})x_{1}]}
{\displaystyle \ln \gamma _{2}=x_{1}^{2}[A_{21}+2(A_{12}-A_{21})x_{2}]}
A12 und A21 sind Parameter, die sich an die Aktivitätskoeffizienten anpassen lassen.